# Capitale de l'Ukraine
La capitale de l'Ukraine est actuellement Kiev. Cela n'a cependant pas toujours été le cas.

## L'Ukraine soviétique (1918-1991)
La capitale de l'Ukraine soviétique est initialement située à Kharkiv (Харків en ukrainien). Lors de la création de l'Union soviétique, la capitale de la république fédérée reste la même. Celle-ci est déplacée à Kiev en 1934.

## L'Ukraine de nouveau indépendante (1991-)
Lors de son indépendance proclamée en août 1991, la capitale de l'Ukraine est restée à Kiev.